# Silvia Sardone
Silvia Sardone, née le 25 décembre 1982 à Milan, est une femme politique italienne. Membre de la Ligue du Nord, elle est députée européenne depuis 2019.

## Biographie

### Carrière professionnelle
Elle est diplômée en droit de l'université Bocconi en 2007. Par la suite, elle remporte une bourse pour le doctorat de recherche de l'école internationale en relations du travail de l'université de Modène et de Reggio d'Émilie (Fondation universitaire Marco Biagi). Elle obtient une maîtrise en administration des affaires à l'université polytechnique de Milan. Elle traite du droit du travail et des relations industrielles, avec une attention particulière à la question des relations au travail.
De 2010 à 2014, elle est d'abord été membre du conseil d'administration puis présidente de l'Agence pour la formation et l'orientation professionnelle (AFOL) de la province de Milan.

### Carrière politique
En 2006, elle est élue, en tant que membre de Forza Italia, au Conseil de la zone 2 de Milan, où elle demeure jusqu'à son élection en 2016 au conseil municipal de Milan.
En 2018, elle est candidate au conseil régional de Lombardie sur la liste d'Attilio Fontana et est élue avec 11 312 votes de préférence. À l'été 2018, elle décide de quitter Forza Italia, déclarant qu'elle ne se reconnaissait plus dans les politiques menées par le parti au niveau national et rejoint le groupe mixte, tant dans la municipalité qu'au conseil régional.
En 2019, elle est candidate aux élections européennes sur la liste de la Ligue et est élue avec environ 45 000 voix de préférence. Elle siège au sein du groupe Identité et démocratie.
En 2020, elle est menacée de mort pour son opposition à la construction d’une mosquée à Milan,.
En raison du nombre croissant de menaces reçues de la part de certains citoyens musulmans contre elle et sa famille, le 23 octobre 2023, l'État italien a jugé opportun de lui assigner une escorte.

### Vie privée
Elle est mariée à Roberto Di Stefano, maire de Sesto San Giovanni, et a deux enfants.